# Provinz Holguín
| Holguín            | Holguín          |
| ------------------ | ---------------- |
| Karte              |                  |
| Hauptstadt         | Holguín          |
| Fläche             | 9215,72 km²      |
| Einwohner          | 1.035.072 (2012) |
| Bevölkerungsdichte | 112,3 EW/km²     |
| ISO-Code           | CU-11            |

Holguín ist eine Provinz im Nordosten Kubas. Ihre Hauptstadt ist die gleichnamige Stadt Holguín. Bis zur Verwaltungsreform im Jahr 1976 war sie Teil der deutlich größeren Provinz Oriente.
Die Zucker- und Kaffeeproduktion sowie Bergbau sind die wirtschaftlich bedeutendsten Industriezweige der Provinz.

## Geografie
Die Provinz Holguín hat eine Gesamtfläche von 9215,72 km². Im Norden bildet der Atlantik die natürliche Grenze, im Südosten und Süden die Provinzen Guantánamo und Santiago de Cuba. Die Provinzen Granma und Las Tunas schließen sich im Südwesten und Nordwesten an.
Ein Teil des Biosphärenreservats Cuchillas del Toa liegt in der Provinz.

## Geschichte
Am 28. Oktober 1492 entdeckte Christoph Kolumbus auf seiner ersten Entdeckungsreise Kuba. Am Ort des heutigen Municipios Rafael Freyre betrat er erstmals kubanischen Boden.
Berühmteste Söhne der Provinz sind die Brüder Fidel und Raúl Castro. Auch Diktator Fulgencio Batista stammt von hier.

## Verwaltungsgliederung
Die Provinz Holguín gliedert sich in 14 Municipios. Mit Ausnahme von Calixto García, Frank País und Rafael Freyre sind die Verwaltungssitze in den gleichnamigen Städten beheimatet.
| Municipio (Verwaltungssitz)       | Fläche in km² (2010) | Einwohner (2010) | Einwohner pro km² (2010) |
| --------------------------------- | -------------------- | ---------------- | ------------------------ |
| Antilla (Antilla)                 | 119,70               | 12.283           | 102,6                    |
| Báguanos (Báguanos)               | 803,40               | 52.121           | 64,9                     |
| Banes (Banes)                     | 761,86               | 79.777           | 104,7                    |
| Cacocum (Cacocum)                 | 662,14               | 43.135           | 65,1                     |
| Calixto García (Buenaventura)     | 591,26               | 54.561           | 92,3                     |
| Cueto (Cueto)                     | 329,04               | 33.573           | 102,0                    |
| Frank País (Cayo Mambí)           | 480,08               | 24.754           | 51,6                     |
| Gibara (Gibara)                   | 619,35               | 71.225           | 115,0                    |
| Holguín (Holguín)                 | 689,81               | 344.428          | 499,3                    |
| Mayarí (Mayarí)                   | 1.304,20             | 102.281          | 78,4                     |
| Moa (Moa)                         | 766,33               | 75.227           | 98,2                     |
| Rafael Freyre (Santa Lucía)       | 618,46               | 52.198           | 84,4                     |
| Sagua de Tánamo (Sagua de Tánamo) | 699,97               | 52.013           | 71,3                     |
| Urbano Noris (Urbano Noris)       | 770,12               | 42.093           | 54,7                     |
| Gesamt                            | 9.215,72             | 1.037.573        | 112,6                    |